# Сандгейт (Вермонт)
Сандгейт (англ. Sandgate) — місто (англ. town) в США, в окрузі Беннінґтон штату Вермонт. Населення — 387 осіб (2020).

## Демографія
Згідно з переписом 2010 року, у місті мешкало 405 осіб у 162 домогосподарствах у складі 110 родин. Було 287 помешкань
Расовий склад населення:
| - 94,1 % — білих - 2,7 % — азіатів - 0,7 % — чорних або афроамериканців |

До двох чи більше рас належало 2,0 %. Частка іспаномовних становила 2,5 % від усіх жителів.
За віковим діапазоном населення розподілялося таким чином: 21,5 % — особи молодші 18 років, 60,0 % — особи у віці 18—64 років, 18,5 % — особи у віці 65 років та старші. Медіана віку мешканця становила 46,4 року. На 100 осіб жіночої статі у місті припадало 98,5 чоловіків;  на 100 жінок у віці від 18 років та старших — 98,8 чоловіків також старших 18 років.
Середній дохід на одне домашнє господарство  становив 61 869 доларів США (медіана — 49 444), а середній дохід на одну сім'ю — 66 312 долари (медіана — 60 000). Медіана доходів становила 31 250 доларів для чоловіків та 41 750 доларів для жінок. За межею бідності перебувало 21,6 % осіб, у тому числі 32,4 % дітей у віці до 18 років та 10,5 % осіб у віці 65 років та старших.
Цивільне працевлаштоване населення становило 178 осіб. Основні галузі зайнятості: освіта, охорона здоров'я та соціальна допомога — 27,0 %, роздрібна торгівля — 14,0 %, мистецтво, розваги та відпочинок — 10,1 %, науковці, спеціалісти, менеджери — 9,0 %.